# École nationale supérieure des mines d'Albi-Carmaux
La École nationale supérieure des mines d'Albi-Carmaux (también conocida como Mines Albi) es una escuela de ingenieros de Francia. 
Está ubicado en Albi, campus Toulouse Tech. También es miembro del Universidad Federal de Toulouse Midi-Pyrénées  y de la conferencia de grandes écoles. Forma principalmente ingenieros generalistas de muy alto nivel, destinados principalmente para el empleo en las empresas.

## Diplomado Mines Albi
En Francia, para llegar a ser ingeniero, se puede seguir la fórmula "dos más tres", que está compuesta de dos años de estudio de alto nivel científico (las clases preparatorias) y tres años científico-técnicos en una de las Grandes Ecoles de ingenieros. El acceso a éstas se realiza, al final de las clases preparatorias, a través de un concurso muy selectivo. 
- Master Ingénieur Mines Albi
- PhD Doctorado
- Mastères Spécialisés

## Tesis doctoralMines Albi
Laboratorio y Doctorados de investigación
- Laboratorio energías renovables, biomasa y eco-innovación
- Laboratorio polvos, salud y nutrición
- Laboratorio material y procesos para la aeronáutica y el espacio[5]
- Laboratorio la mejora de los procesos de negocio